# 그란트 선장의 아이들

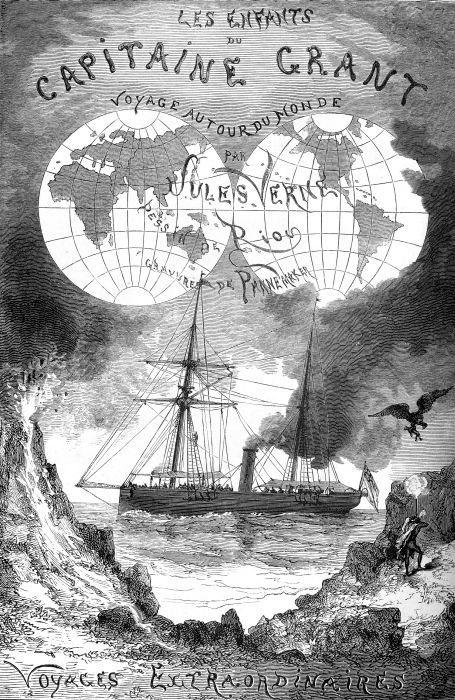

그란트 선장의 아이들(프랑스어: Les Enfants du capitaine Grant, 영어: In Search of the Castaways, '조난자를 찾아서')는 프랑스 작가 쥘 베른의 소설로 1867~68년에 출판되었다. 헤첼이 출판한 원본에는 에두아르 리오우(Édouard Riou)의 일러스트레이션이 포함되어 있다. 1876년에 조지 라우틀리지 & 선스(George Routledge & Sons)에 의해 "A Voyage Round The World"라는 제목의 3권 세트로 재출판되었다. 세 권에는 남미, 호주, 뉴질랜드라는 자막이 붙어 있었다. 베른의 경우와 마찬가지로 영어 번역도 다른 이름으로 나타났다. 다른 판에는 전체 제목이 "Captain Grant's Children"이고 부제목이 "The Mysterious Document와 Between the Cannibals"인 두 권이 있다.